# Naft Tehran FC
El Naft Tehran Football Club (en persa نفت تهران) és un club de futbol iranià de la ciutat de Teheran.

## Futbolistes destacats
- Maksatmyrat Şamyradow